# Nasch Kraj
Nasch Kraj (ukrainisch Наш край ‚Unser Land‘) ist eine ukrainische Partei. 

## Geschichte
Sie wurde am 23. August 2011 unter dem Namen „Blockpartei“ gegründet und erhielt ihren heutigen Namen durch ihre Umbenennung am 20. Dezember 2014. 
Bei der Parlamentswahl 2019 gewann die Partei vier der 450 Sitze in der Werchowna Rada. Die Kandidaten für die Wahlkreise Charkiw 174, Luhansk 107, 112 und 114 werden, weil ihre Partei keine Liste aufstellte, unter als Parteilos aufgelistet.
Am 19. Juni 2024 verbot das achte Verwaltungsgericht in Lwiw die Aktivitäten der Partei, weil angeblich Funktionäre regionaler Organisationen mit Russland kollaborieren würden.

## Politische Ausrichtung
Der Politologe Wiktor Bobirenko bezeichnet die Partei als pro-russisch und weist darauf hin, dass ihre Wähler nicht Russland als Aggressor im Krieg mit der Ukraine sehen, sondern den Westen und die NATO.
Dem Politikwissenschaftler Wadym Karasjow zufolge ist die Partei in Wirklichkeit nicht prorussisch, sondern wurde 2020 von politischen Konkurrenten unverdientermaßen kritisiert und der Prorussizität bezichtigt, um ihr Ansehen zu mindern.
Trotz ihrer Wurzeln in der prorussischen Partei der Regionen hat sie Militäraktionen gegen die russische Invasion in der Ukraine 2022 unterstützt.